# استنزبری لیک (واشینگتن)
استنزبری لیک (به انگلیسی: Stansberry Lake) یک منطقهٔ مسکونی در ایالات متحده آمریکا است که در واشینگتن واقع شده‌است. استنزبری لیک ۵٫۴ کیلومتر مربع مساحت و ۲٬۱۰۱ نفر جمعیت دارد.